# Gobierno Ciolacu I
El gobierno de Marcel Ciolacu ejerce el poder ejecutivo de Rumania, del 15 de junio de 2023 hasta el 23 de diciembre de 2024. Encabezado por el político Marcel Ciolacu, el gobierno estuvo integrado por los partidos políticos Partido Socialdemócrata (PSD) y Partido Nacional Liberal (PNL).

## Mandato
Este gobierno está dirigido por el nuevo primer ministro socialdemócrata Marcel Ciolacu, exministro de Defensa. Está formado y apoyado por una gran coalición entre el Partido Socialdemócrata (PSD) y el Partido Nacional Liberal (PNL). Juntos tienen 188 diputados de 330, o el 57% de los escaños en la Cámara de Diputados, y 87 senadores de 136, o el 64% de los escaños en el Senado.
Por lo tanto, sucede al gobierno de Nicolae Ciucă, formado por el PNL, el PSD y el UDMR.

### Formación
El 21 de noviembre de 2021, el PNL, el PSD y la UDMR concluyeron un acuerdo de coalición sobre el principio de rotación entre los dos partidos después de 18 meses entre Nicolae Ciucă y el presidente del PSD, Marcel Ciolacu, así como sobre la distribución de ministerios.
El 17 de mayo de 2023, de acuerdo con el acuerdo de coalición, Ciucă anunció su renuncia, inicialmente efectiva el 26 de mayo. A petición del presidente Iohannis, finalmente decidió posponerla debido a la huelga de maestros. Renunció efectivamente el 12 de junio, un día después del final de esta huelga, una de las más grandes de los últimos años y en la que decenas de miles de personas salieron a las calles. El Ministro de Justicia Cătălin Predoiu actúa como Ministro interino de Justicia.
El 13 de junio, se pidió a Marcel Ciolacu que formara un gobierno. Presentó su composición el mismo día. En particular, se ha suprimido el Ministerio de Deportes.
El 14 de junio, los ministros designados fueron aprobados por comités parlamentarios. La reunión de las dos Cámaras del Parlamento está prevista para el 15 de junio a partir del mediodía. Presentado a diputados y senadores, el gobierno ganó el voto de confianza a las 15:13 horas por 290 votos a favor y 95 en contra, siendo la mayoría requerida al menos 234 votos, y prestó juramento dos horas después.

## Gabinete ministerial
Partido Nacional Liberal     Partido Socialdemócrata

### Primer Ministro del Gobierno de Rumanía
| Fotografía | Primer Ministro | Período             | Período             | Partido | Partido |
| Fotografía | Primer Ministro | Inicio              | Fin                 | Partido | Partido |
| ---------- | --------------- | ------------------- | ------------------- | ------- | ------- |
|            | Marcel Ciolacu  | 15 de junio de 2023 | Al próximo Gobierno |         |         |

### Vice primeros ministros del Gobierno de Rumanía
| Fotografía | Vice primer ministro | Período             | Período             | Partido | Partido |
| Fotografía | Vice primer ministro | Inicio              | Fin                 | Partido | Partido |
| ---------- | -------------------- | ------------------- | ------------------- | ------- | ------- |
|            | Marian Neacșu        | 15 de junio de 2023 | Al próximo Gobierno |         |         |
|            | Cătălin Predoiu      | 15 de junio de 2023 | Al próximo Gobierno |         |         |

### Ministerios
| Ministerio                                    | Fotografía | Titular                   | Período                 | Período                 | Partido | Partido |
| Ministerio                                    | Fotografía | Titular                   | Inicio                  | Fin                     | Partido | Partido |
| --------------------------------------------- | ---------- | ------------------------- | ----------------------- | ----------------------- | ------- | ------- |
| Agricultura                                   |            | Florin Barbu              | 15 de junio de 2023     | Al próximo Gobierno     |         |         |
| Cultura                                       |            | Raluca Turcan             | 15 de junio de 2023     | 23 de diciembre de 2024 |         |         |
| Defensa Nacional                              |            | Angel Tîlvăr              | 31 de octubre de 2022   | Al próximo Gobierno     |         |         |
| Desarrollo                                    |            | Adrian Veștea             | 15 de junio de 2023     | 23 de diciembre de 2024 |         |         |
| Economía, Emprendimiento y Turismo            |            | Radu Oprea                | 15 de junio de 2023     | 23 de diciembre de 2024 |         |         |
| Educación                                     |            | Ligia Deca                | 3 de octubre de 2022    | 23 de diciembre de 2024 |         |         |
| Emprendimiento y Turismo                      |            | Constantin-Daniel Cadariu | 15 de junio de 2023     | 23 de diciembre de 2024 |         |         |
| Energía                                       |            | Sebastian Burduja         | 15 de junio de 2023     | Al próximo Gobierno     |         |         |
| Familia, Juventud e Igualdad de Oportunidades |            | Gabriela Firea            | 25 de noviembre de 2021 | 14 de julio de 2023     |         |         |
| Familia, Juventud e Igualdad de Oportunidades |            | Natalia-Elena Intotero    | 19 de julio de 2023     | 23 de diciembre de 2024 |         |         |
| Finanzas                                      |            | Marcel Boloș              | 15 de junio de 2023     | 23 de diciembre de 2024 |         |         |
| Interior                                      |            | Cătălin Predoiu           | 15 de junio de 2023     | Al próximo Gobierno     |         |         |
| Inversiones y Proyectos Europeos              |            | Adrian Câciu              | 15 de junio de 2023     | 23 de diciembre de 2024 |         |         |
| Investigación, Innovación y Digitalización    |            | Ivan Bogdan-Gruia         | 15 de junio de 2023     | 23 de diciembre de 2024 |         |         |
| Justicia                                      |            | Alina Gorghiu             | 15 de junio de 2023     | 23 de diciembre de 2024 |         |         |
| Medio Ambiente                                |            | Mircea Fechet             | 15 de junio de 2023     | Al próximo Gobierno     |         |         |
| Relaciones Exteriores                         |            | Luminița Odobescu         | 15 de junio de 2023     | 23 de diciembre de 2024 |         |         |
| Salud                                         |            | Alexandru Rafila          | 25 de noviembre de 2021 | Al próximo Gobierno     |         |         |
| Secretario General del Gobierno               |            | Mircea Aburdean           | 15 de junio de 2023     | 23 de diciembre de 2024 |         |         |
| Trabajo y Solidaridad Social                  |            | Marius-Constantin Budăi   | 15 de junio de 2023     | 19 de julio de 2023     |         |         |
| Trabajo y Solidaridad Social                  |            | Simona Bucura-Oprescu     | 19 de julio de 2023     | Al próximo Gobierno     |         |         |
| Transporte e Infraestructura                  |            | Sorin Grindeanu           | 25 de noviembre de 2021 | Al próximo Gobierno     |         |         |